# Scabiosa ochroleuca
Espèce
Scabiosa ochroleuca, de nom commun scabieuse vert jaunâtre ou scabieuse jaune pâle ou encore scabieuse à fleurs de lait, est une espèce de plante de la famille des Dipsacaceae et du genre Scabiosa.

## Description
La scabiose jaune pâle est une plante herbacée vivace bisannuelle qui atteint des hauteurs de 20 à 60 centimètres. La tige est généralement ramifiée et souvent très velue.
Les feuilles basales sont généralement simplement pennées avec une feuille terminale lancéolée, poilue sur la face inférieure des nervures. Les feuilles de la tige centrale opposées sont simples à doublement pennées, avec des poils courts et bouclés, leurs extrémités latérales mesurent 0,5 à 2 mm de large. Les lobes terminaux sont à peine plus larges que les lobes latéraux.
L'inflorescence en forme de tête a un diamètre de 1,5 à 3,5 cm et est entourée de bractées. Le bas de la tête a des feuilles de paille. Les fleurs sont hermaphrodites, protérandiques, avec un calice externe[pas clair]. Les fleurs marginales sont rayonnantes. Le calice a cinq poils de calice rouge-renard (plus tard brunâtres)[pas clair]. La couronne aux feuilles fusionnées est jaune pâle à jaune clair, avec principalement quatre étamines et un style. L'ovaire est subordonné[pas clair].
La scabiose jaune pâle fleurit de juillet à novembre et fructifie de juillet à décembre. Le fruit est un akène. Elle est un hémicryptophyte à rosette.
Le nombre de chromosomes est 2n = 16.

## Répartition
Scabiosa ochroleuca est particulièrement fréquente dans le sud-est de l'Europe et le centre-est de l'Europe. Son aire de répartition est dans les pays suivants : Algérie, Espagne, Allemagne, Autriche, République tchèque, Slovaquie, Hongrie, Serbie, Croatie, Slovénie, Bulgarie, Roumanie, Albanie, Moldavie, Grèce, Pologne, Lettonie, Lituanie, Estonie, Russie, Biélorussie, Ukraine , Géorgie, Azerbaïdjan, Caucase, Turquie européenne et asiatique.
La scabiose jaune pâle prospère en Europe centrale dans les prairies sèches, les talus, les talus ferroviaires et se rencontre même sur les terrils. Elle aime un peu la craie et pousse de la colline au niveau montagnard.

## Écologie
La pollinisation est principalement assurée par les abeilles, les bourdons et les syrphes, mais dans une moindre mesure également par d'autres insectes. Les diaspores sont propagées par le vent (anémochorie).
Scabiosa ochroleuca est une plante hôte pour les larves d’Abia sericea et les chenilles de Gillmeria miantodactylus, Aethes hartmanniana, Stenoptilia stigmatodactylus (en). Elle subit une galle venant d’Alucita huebneri (en).